# Sebastian Karnatz
Sebastian Karnatz (* 1981 in Burglengenfeld) ist ein deutscher Kunsthistoriker.

## Leben
Karnatz absolvierte sein Abitur am Johann-Michael-Fischer-Gymnasium in Burglengenfeld. Er studierte Kunstgeschichte und Germanistik an der Universität Regensburg und wurde 2011 bei Albert Dietl promoviert. Er war Stipendiat am Zentralinstitut für Kunstgeschichte in München, wissenschaftlicher Mitarbeiter der Bayerischen Schlösserverwaltung und Kurator des Erlebnismuseums HerrschaftsZeiten! Erlebnis Cadolzburg auf Burg Cadolzburg. Seit 2014 ist er Lehrbeauftragter an der Friedrich-Alexander-Universität Erlangen-Nürnberg. Seit 2018 ist er wissenschaftlicher Referent in der Museumsabteilung der Schlösserverwaltung und für die Neue Residenz in Bamberg, Schloss Seehof und die Burgen Lauenstein und Burghausen zuständig. Karnatz ist Verfasser zahlreicher Beiträge zu Bild-Text-Relationen im Mittelalter und in der klassischen Moderne sowie zur bayerischen Kunstgeschichte.
Karnatz ist verheiratet. Er lebt und arbeitet in Burglengenfeld und München.

## Veröffentlichungen (Auswahl)
- Eine Szene im Theater der Unendlichkeit. Max Beckmanns Dramen und ihre Bedeutung für seine Bildrhetorik. Zugl. Diss. Universität Regensburg (2010); Vandenhoeck & Ruprecht, 2011. ISBN 978-3-899-71688-7
- Burgen, Klöster, Residenzen: Eine Reise zu den Orten der Hohenzollern in Franken. ars vivendi Verlag, Cadolzburg 2017. ISBN 978-3-869-13773-5
- Regensburg. Streifzüge durch 2.000 Jahre europäischer Geschichte. ars vivendi Verlag, Cadolzburg 2018. ISBN 978-3-869-13916-6

Herausgeberschaften:
- mit Piereth Uta und Alexander Wiesneth: »umb die vest prunn«. Geschichte, Baugeschichte und der Prunner Codex. [= Band XI Forschungen zur Kunst- und Kulturgeschichte]; Bayerische Schlösserverwaltung (Hrsg.), München 2012, ISBN 978-3-941-63715-3
- mit Renate Kroll und Susanne Gramatzki: Wie Texte und Bilder zusammenfinden. Vom Mittelalter bis zur Gegenwart. Dietrich Reimer Verlag, Berlin 2015. ISBN 978-3-496-01495-9
- mit Piereth Uta: »herr im hauß«. Die Cadolzburg als Herrschaftssitz der fränkischen Zollern im Mittelalter. [= Band XII Forschungen zur Kunst- und Kulturgeschichte]; Bayerische Schlösserverwaltung (Hrsg.), München 2017, ISBN 978-3-941-63743-6

Sonstiges:
- Ritter, Burgen, Minnesänger. 66 Fragen rund ums Mittelalter. Quizfragen-Box,  ars vivendi Verlag, Cadolzburg 2017.